# Танский, Владимир Иванович
Владимир Иванович Танский (1929—2011) — советский и российский энтомолог, доктор биологических наук, профессор. Ведущий учёный нашей страны в области агробиоценологии; создатель отечественной школы по изучению взаимосвязей вредных насекомых и растений в агробиоценозах с широким использованием системного анализа. Разработал методологию определения экономических порогов вредоносности насекомых. Его многолетние исследования позволили создать региональные системы интегрированной защиты зерновых культур. Неоценим его научный вклад в решение проблемы повышения эффективности защитных мероприятий, фитосанитарной оптимизации агроэкосистем и экологизации защиты растений. Более 50 лет своей жизни посвятил служению науке во ВНИИ защиты растений (ВИЗРе), где прошел путь от аспиранта до руководителя лаборатории и главного научного сотрудника. Неоднократно представлял свою страну на международных конгрессах, конференциях и симпозиумах по энтомологии и защите растений. Заместитель председателя постоянной комиссии по интегрированной защите растений Восточнопалеарктической секции Международной организации по биологической борьбе с вредными животными и растениями (МОББ) . Член Президиума Русского энтомологического общества.

## Биография
Родился 10 марта 1929 года в г. Ялта (Крымская область), СССР.
- 1948—1953 — студент биолого-почвенного факультета, кафедра зоологии беспозвоночных, Воронежский государственный университет
- 1953—1956 аспирант ВИЗР, г. Ленинград
- 1956—1964 — младший научный сотрудник ВИЗР, г. Ленинград
- 1964—1971 — старший научный сотрудник ВИЗР, г. Ленинград
- 1971—1994 — руководитель лаборатории вредоносности насекомых (впоследствии — агробиоценологии) ВИЗР, г. Ленинград
- 1995—2008 — главный научный сотрудник ВИЗР, г. Ленинград
- 1959 — кандидат биологических наук; тема диссертации: «Пшеничный трипс в областях освоения целинных и залежных земель в Северном Казахстане»
- 1984 — доктор биологических наук; тема диссертации: «Биологические основы вредоносности насекомых»
- 1988 — решением ВАК присвоено ученое звание «профессора» по специальности «Энтомология»

Умер 22 сентября 2011 года в Санкт-Петербурге.
Среди его учеников — кандидаты биологических наук: Агарков В. М., Володичев М. А., Гулиев Д. А., Гусева О. Г., Курдов М., Кучерявенко А. Н., Мамедов А. А., Попов Ю. В., Соколов И. М., Тулеева А. К., Хасанов Р. А., Хушвактов К. Х., Шамуратов Г. Ш.; доктора биологических наук: Коробов В. А., Мадаминов В. С., Ташпулатов М. М.

## Основные труды
- Чураев И. А., Танский В. И., Кораблева Н. П. и др. Вопросы современного состояния защиты растений от вредных организмов (обзорная информация). М.: ВНИИТЭИСХ, 1973, 86 с.
- Танский В. И. Вредоносность насекомых и методы её изучения (обзорная информация). М.: 1975, 68 с.
- Танский В. И. Методические указания по разработке экономических порогов вредоносности насекомых. Л., 1977. 16 с.
- Танский В. И. Экономические пороги вредоносности насекомых и их роль в защите растений. Информ. бюл. ВПС МОББ. 1981, № 4, с. 46—86.
- Танский В. И. Биологические основы вредоносности насекомых. ВАСХНИЛ, ВИЗР, М.: Агропромиздат, 1988. 180 с.
- Поляков И. Я., Левитин М. М., Танский В. И. Фитосанитарная диагностика в интегрированной защите растений. М.: Колос, 1995, 208 с.
- Танский В. И., Левитин М. М. Некоторые аспекты экологизации защиты растений в интенсивном земледелии // Труды ВИЗР, СПб, 1995, с. 9—17.
- Танский В. И. Биоценотический подход к интегрированной защите растений от вредных насекомых // Энтомологическое обозрение. 1997. Т. 76, вып. 2, с. 251—264.
- Танский В. И., Левитин М. М., Ишкова Т. И., Кондратенко В. И. Фитосанитарная диагностика в интегрированной защите зерновых культур (Методические рекомендации) // Сб. методических рекомендаций по защите растений. СПб, 1998, с. 5—55.
- Танский В. И., Зубков А. Ф., Соколов И. М. и др. Развитие агробиоценологических исследований в ВИЗР // 70 лет ВИЗР. Сб. науч. трудов. СПб, 1999, с. 55—63.
- Танский В. И., Левитин М. М., Павлюшин В. А. и др. Методические рекомендации по совершенствованию интегрированной защиты зерновых культур от вредных организмов. СПб, 2000, 55 с.
- Новожилов К. В., Танский В. И. Взаимосвязь академической и отраслевой науки в решении проблем сельскохозяйственной энтомологии // Труды РЭО, 2000, вып. 71, с. 37—42.
- Танский В. И., Левитин М. М., Ишкова Т. И. и др. Влияние удобрений на развитие вредных насекомых // Вестник защиты растений, 2001, № 3, с. 3—11.
- Танский В. И., Левитин М. М., Павлюшин В. А. и др. Экологический мониторинг и методы совершенствования защиты зерновых культур от вредителей, болезней и сорняков (Методические рекомендации). РАСХН, ВИЗР, СПб, 2002. 76 с.
- Танский В. И., Долженко В. И., Гончаров Н. Р., Ишкова Т. И. Защита зерновых культур от вредителей, болезней и сорняков в Нечернозёмной зоне России. РАСХН, ВИЗР, ИЦЗР, СПб-Пушкин, 2004. 48 с.
- Танский В. И., Долженко В. И., Гончаров Н. Р., Ишкова Т. И. Защита яровой пшеницы от вредителей, болезней и сорных растений (справочно-методическое руководство). РАСХН, ВИЗР, ИЦЗР, СПб-Пушкин, 2006. 72 с.
- Танский В. И. Агротехника и фитосанитарное состояние посевов полевых культур. РАСХН, ВИЗР, СПб, 2008. 75 с.
- Танский В. И. Фитосанитарная устойчивость агробиоценозов (под ред. акад. РАСХН К. В. Новожилова). РАСХН, ВИЗР, СПб, 2010. 66 с.